# Schizomyia psoraleae
Schizomyia psoraleae är en tvåvingeart som beskrevs av Rubsaamen 1910. Schizomyia psoraleae ingår i släktet Schizomyia och familjen gallmyggor. Inga underarter finns listade i Catalogue of Life.